# Priscilya Manga Mengue Clotilde
Priscilya Manga Mengue Clotilde née au Cameroun, également connue sous le pseudonyme de Nysha, est une écrivaine camerounaise. 
Elle est l'auteure d'un ouvrage intitulé Et si ?

## Biographie

### Origines et études
Priscilya Manga Mengue Clotilde a des origines camerounaises.  
Elle commence ses études primaires à l'école privée laïque les Pyramides à Yaoundé. Elle fait ses études secondaires au Collège de la Retraite dans la même ville où elle obtient son Baccalauréat en Sciences économiques et sociales (SES) option Espagnol en 2016. Elle s'inscrit ensuite  à l'Université de Yaoundé 2 Soa à la Faculté des Sciences économiques et sociales[source insuffisante]. En octobre 2017, elle obtient une bourse d'étude de la Coopération algéro-camerounaise[source insuffisante]. En 2022, après quelques années d'études en Algérie Priscilya Manga Mengue Clotilde obtient un Master 2 recherche en Finance d'entreprise à l'Université de Mouloud Mammeri dans le Wilaya de Tizi Ouzou[source insuffisante]. 

### Parcours littéraire
En 2020, avec l'arrivée du COVID 19, elle décide de se mettre à l'écriture. Elle écrit également sous le pseudonyme de Nysha.  
En 2022, elle fait paraître son premier roman intitulé Et si?. Elle y « aborde avec courage et sensibilité les maux de la société africaine contemporaine : violences faites aux femmes, inceste, usage néfaste des réseaux sociaux, etc. Son écriture engagée et percutante, qui n’hésite pas à lever le voile sur des sujets tabous, témoigne d’une conscience aiguë des enjeux sociaux et d’une volonté de faire entendre la voix des sans-voix ». 
Priscilya Manga fait partie d'un groupe de militantes qui réclament l'application du principe d'égalité entre hommes et femmes. Elles demandent une représentation de 50 % de femmes dans toutes les sphères de la société. 
En 2022, Priscilya Manga participe à un concours d'écriture organisé par Iroko, une maison d'édition béninoise. À l'issue du concours, elle obtient le Prix du Continent Noir dans la catégorie Recueil Nouvelles grâce à son œuvre Et si?. L'État du Cameroun, par le biais de son ambassadeur en Algérie, Hamidou Komidor Njimoluh, lui exprime sa reconnaissance tout en la félicitant.